# Machine à pâtes
Pour les articles homonymes, voir Machine (homonymie) et Pâte.
Une machine à pâtes individuelle est un ustensile de cuisine d'origine italienne, utilisé pour préparer des pâtes fraîches de la cuisine italienne,.

## Machines à étirement et découpage

### Histoire
Le premier brevet de « presse portative pour faire des pâtes » (torchio portatile per la fabbricazione delle paste, en italien) est déposé en 1857 par l’inventeur italien Innocenzo Manzetti. Cet appareil permet une première démocratisation de la consommation des pâtes en Italie, avant sa fabrication par l’industrie agroalimentaire du commerce et de la grande distribution. Cette machine d'art culinaire rétro-vintage reste à ce jour en vogue pour fabriquer « la pasta fresca » (pâte fraîche traditionnelle maison à l'italienne),.

### Principe de fonctionnement
Les machines traditionnelles pour pâtes maison ont pour fonction d’assister un cuisinier dans la confection de pâtes alimentaires de toute sorte. Elles combinent généralement un mécanisme de rouleaux de laminage pour l’étirement de la pâte en forme de feuille de l’épaisseur voulue, et un autre mécanisme d’emporte-pièce adaptable. Ce type de machine est adapté pour la fabrication de pâtes plates, tels que les lasagnes, ravioli, tortellini, cappelletti, pappardelles, fettuccines, tagliatelles, linguines, et spaghettis. Ces machines modèles réduits de celles utilisées par l'industrie agroalimentaire, sont généralement utilisées à domicile, ou par des restaurateurs haut de gamme.

Quelques exemples
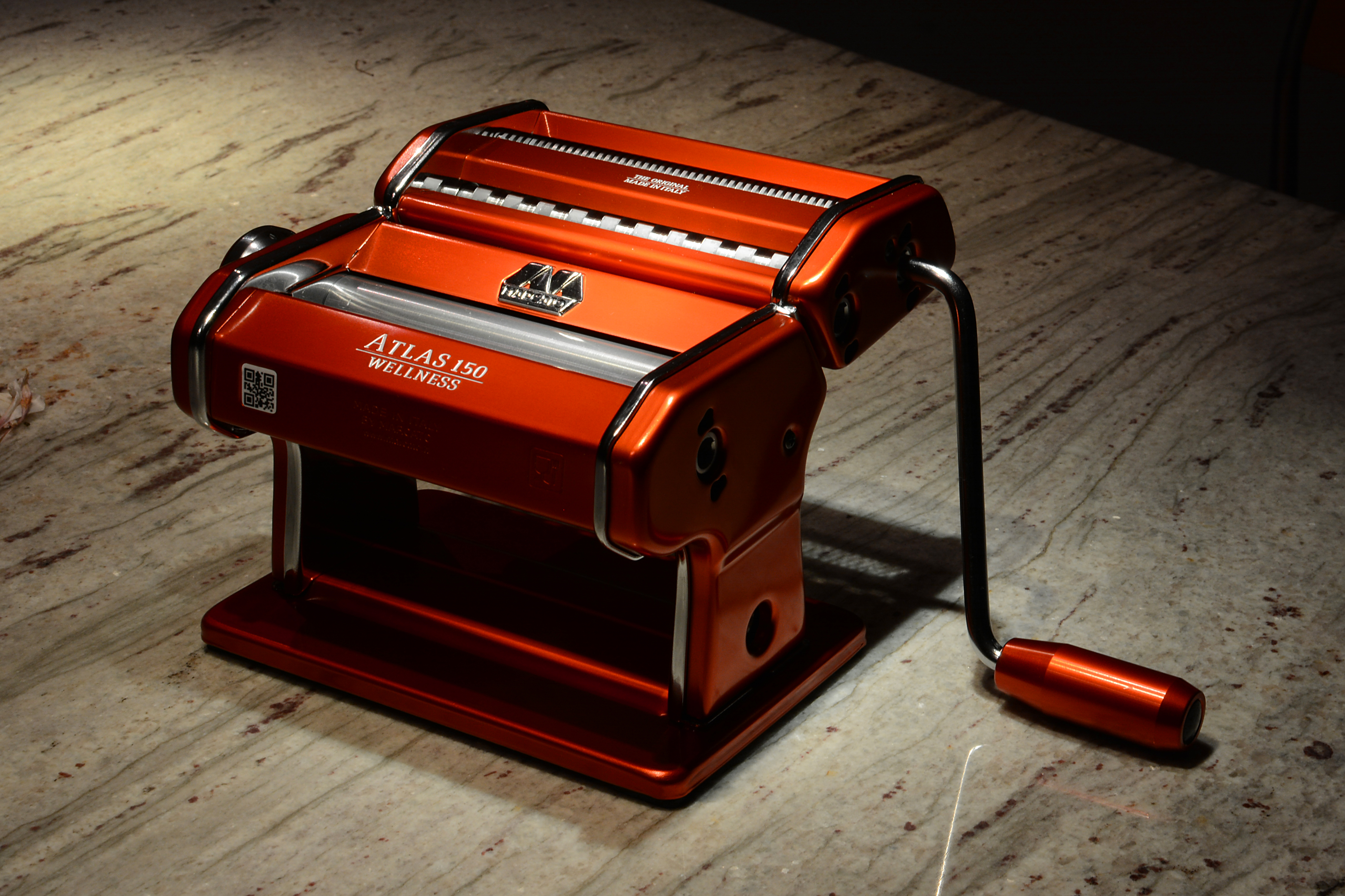
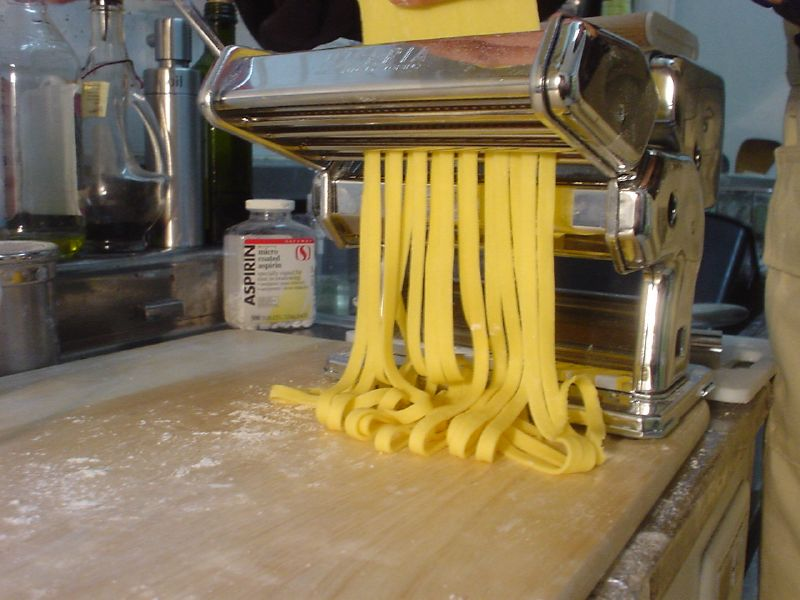
Fettuccines ou tagliatelles.
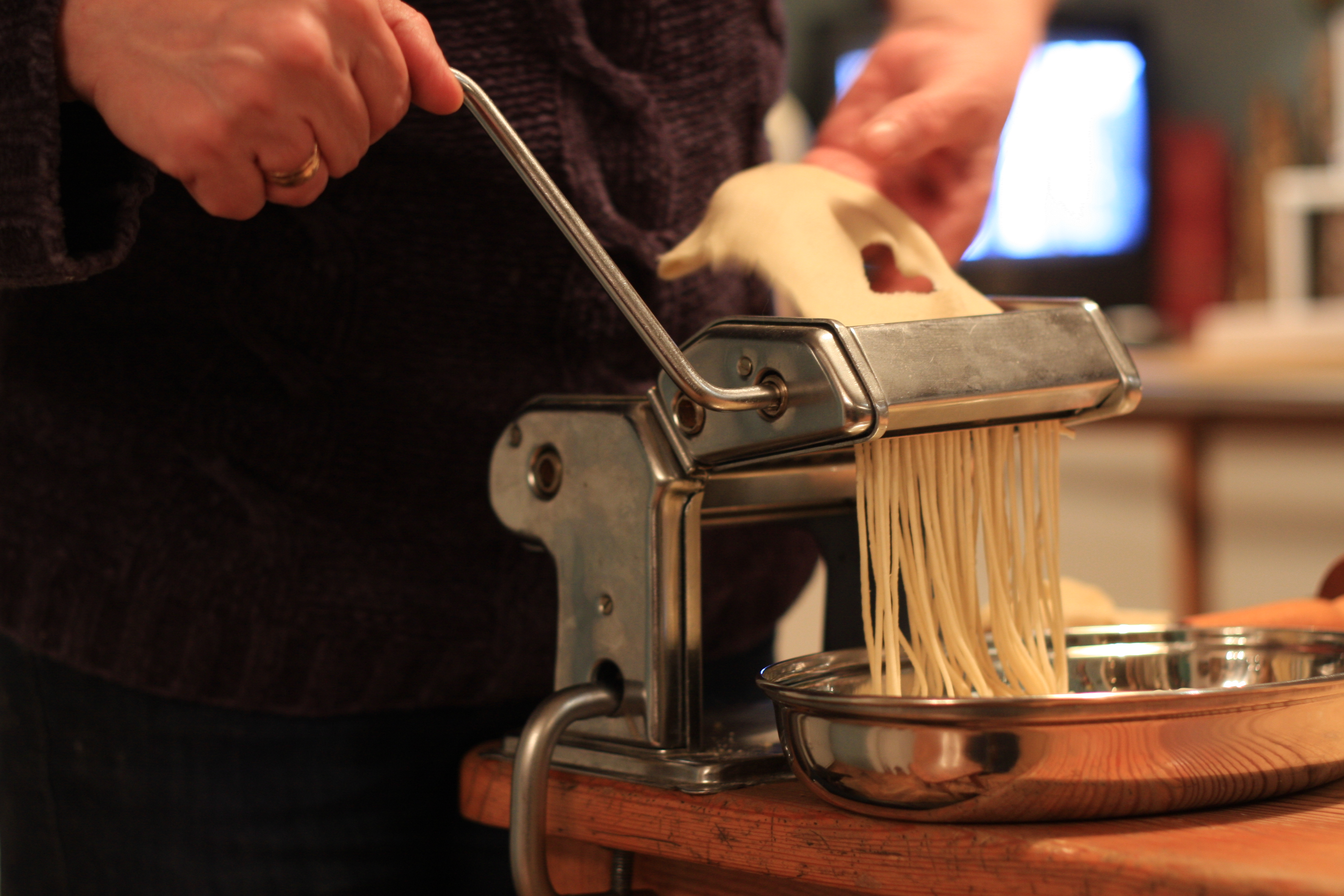
Linguines.
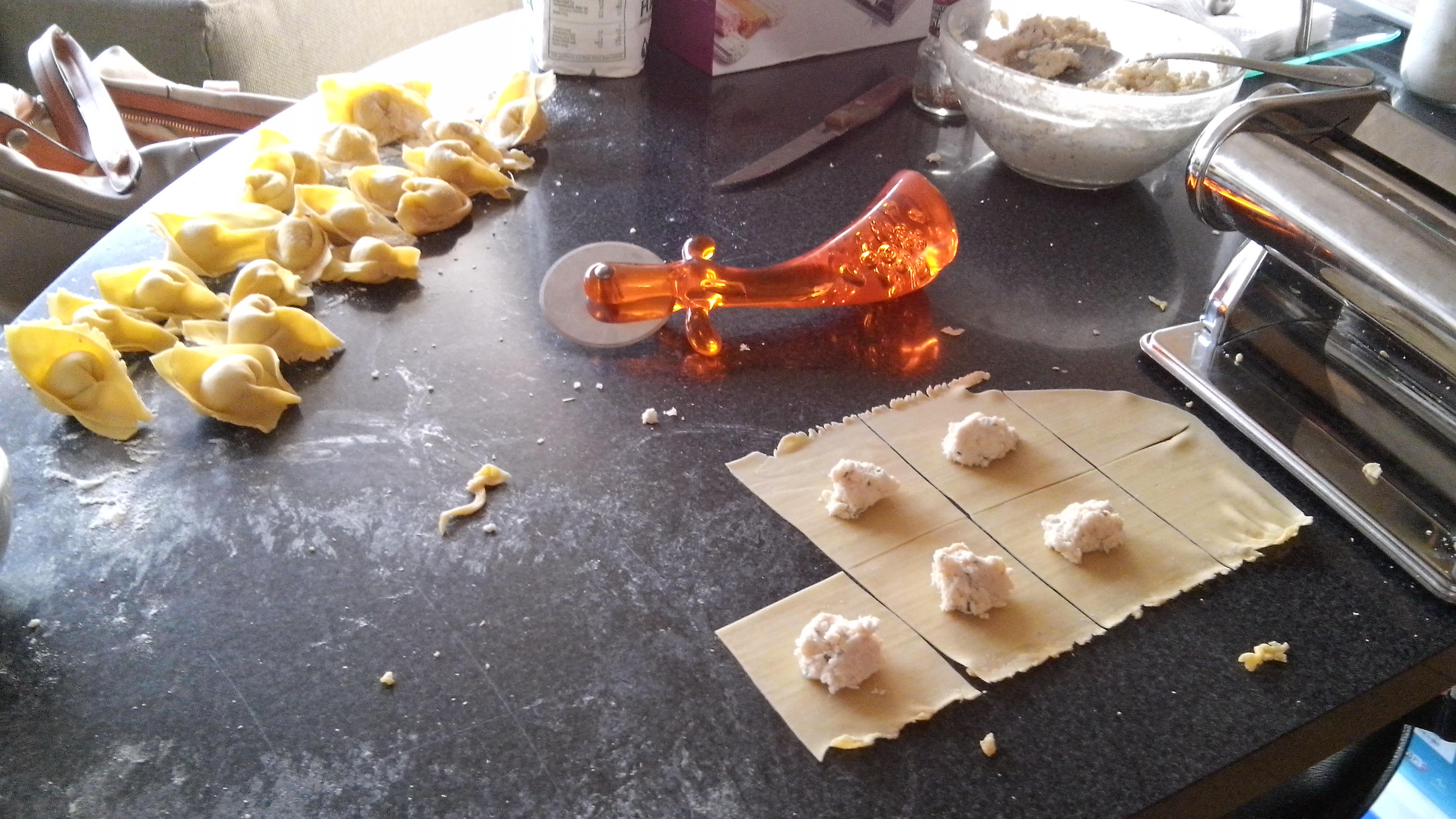
Cappelletti.

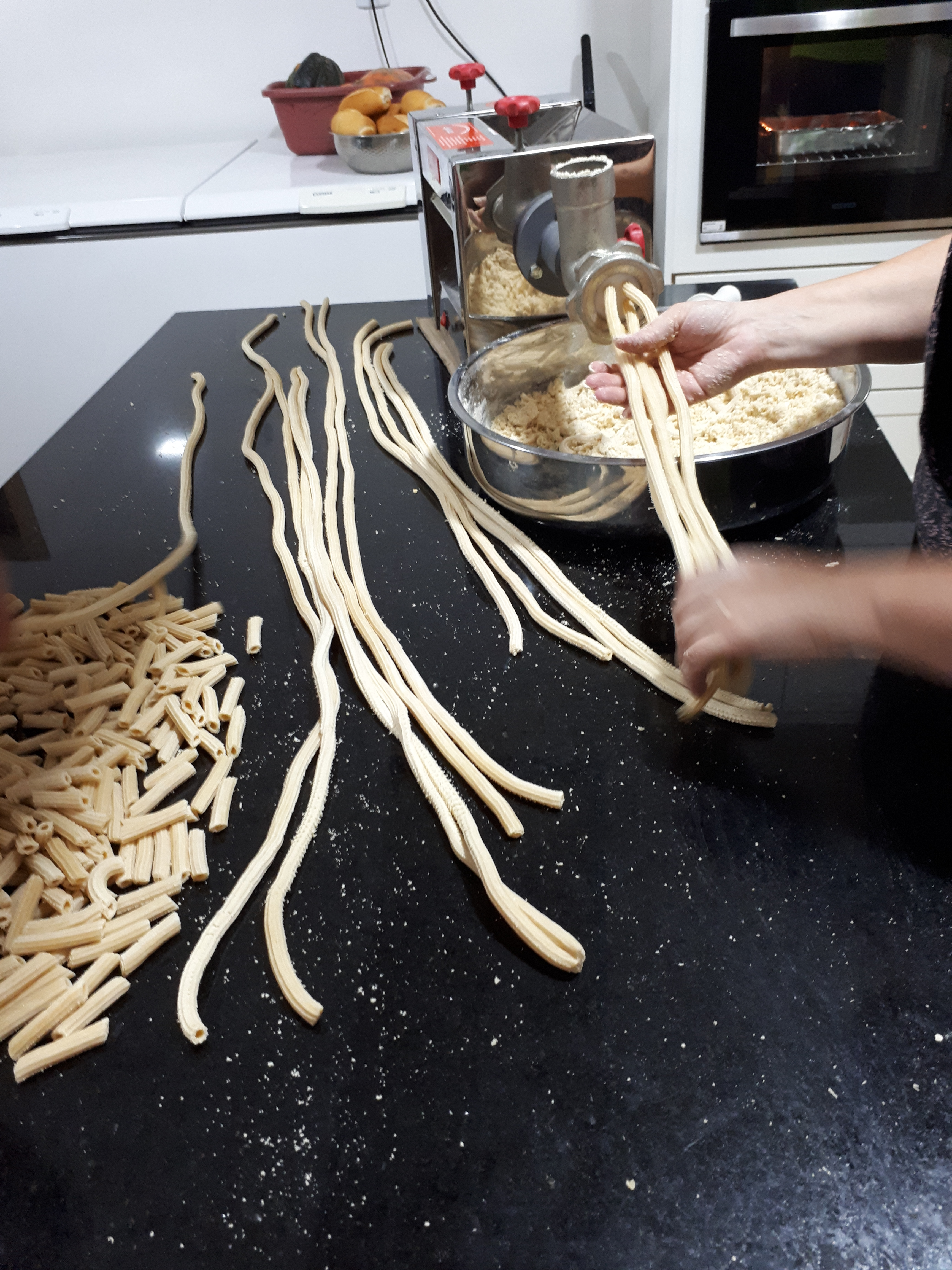
Machine avec accessoire d'extrusion pour macaronis.

Fabriquer des pâtes fraîches avec une telle machine implique un certain travail. D’une part, il est nécessaire de réaliser une pâte à la main (à base de farine, œuf, et eau) et de l’étendre avec un rouleau à pâtisserie, à la façon d'une pâte à tarte. La pâte reposée est ensuite aplatie à la bonne épaisseur avec la machine à pâte, puis découpée à la forme souhaitée à l’emporte-pièce. La préparation de pâtes sèches implique une étape supplémentaire de temps de séchage de plusieurs heures sur un espace approprié. Le nettoyage peut être compliqué par le fait que la machine ne doit pas être nettoyée avec de l’eau savonneuse et qu’elle comporte un mécanisme mobile en contact avec la pâte.

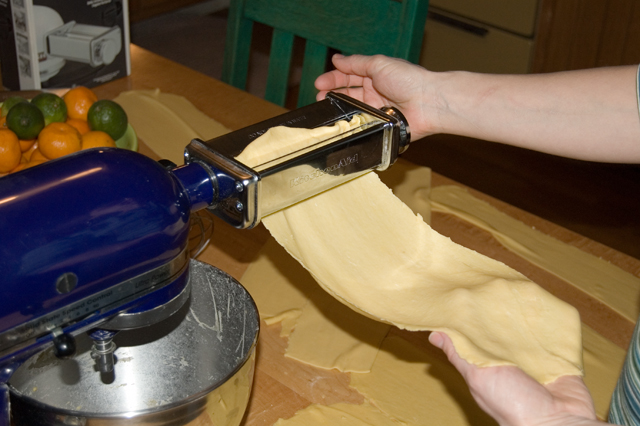
Robots de cuisine.

Ce type de machine peut être trouvé principalement dans des boutiques spécialisées d’accessoires de cuisine, avec une vaste fourchette de prix, et plus rarement en grande distribution. Une multitude d’accessoires peuvent être achetés pour complémenter une machine. La plupart sont des emporte-pièces de substitution pour celui fourni d’origine avec la machine, pour fabriquer de nombreuses formes de pâtes.
De nombreux modèles de robots de cuisine électroménager permettent à ce jour de fabriquer la pâte, puis de la mettre forme,,.

### Principaux fabricants

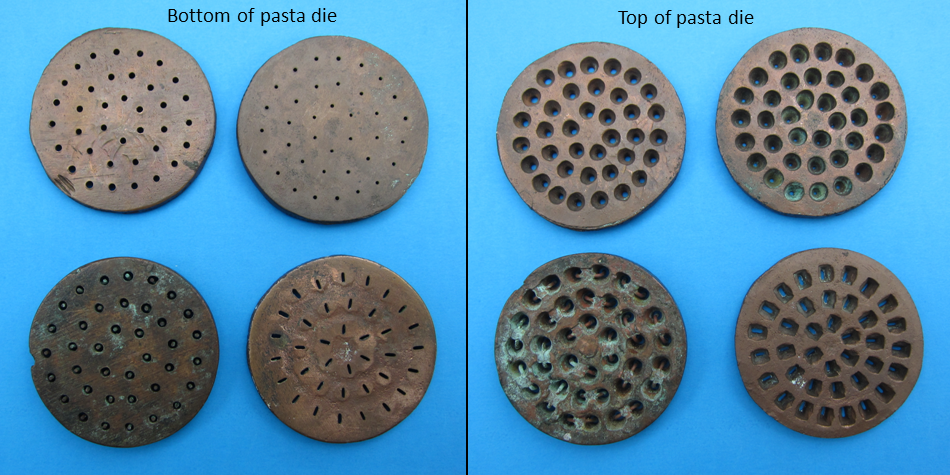
Filières anciennes de machines à pâtes à extrusion.

Imperia S.P.A et Marcato S.P.A sont deux fabricants italiens traditionnels réputés de machines pour pâtes traditionnelles haut de gamme, concurrencés par de nombreux fabricants italiens et mondiaux.

## Machines à extrusion
Un autre type de machine à pâte fonctionne plutôt par un procédé d’extrusion : la pâte est forcée au travers d’une filière. Ce type de machine permet d’obtenir des pâtes creuses comme des macaronis ou vrillées comme des rotinis.